# Lonicera hellenica
Lonicera hellenica (madreselva griega) es una especie de enredadera de la familia de las madreselvas nativa de Grecia y el Mediterráneo.